# وزارت کار و بازنشستگی بریتانیا
وزارت کار و بازنشستگی بریتانیا (انگلیسی: Department for Work and Pensions) بزرگترین وزارتخانه دولت بریتانیا است که مسئول اجرا سیاست‌های رفاهی و حقوق بازنشستگی در این کشور است.
این وزارتخانه که در سال ۲۰۰۱ تأسیس شده ساختمان اصلی آن در شهر لندن قرار دارد.